# Franciszek Góralski
Franciszek Góralski (ur. 22 kwietnia 1888 w Ulnowie, powiat Ostróda, zm. 27 lipca 1968 w Ulnowie), działacz mazurski, gawędziarz ludowy, rolnik.
Był synem rolnika Adama. W czasie I wojny światowej służył w armii niemieckiej. Był aktywnym działaczem plebiscytowym, prezesem komórki Mazurskiego Związku Ludowego w Ulnowie; służył jako łącznik między księdzem Gustawem Działowskim a księdzem Janem Ziemkowskim, liderami ruchu polskiego odpowiednio w Turowie i Dąbrównie. Od 1945 pełnił funkcję sołtysa w rodzinnym Ulnowie.
Jako jeden z najbardziej znanych gawędziarzy mazurskich przekazał badaczom szereg tekstów w gwarze mazurskiej, m.in. gawędę o bitwie pod Grunwaldem.
Źródła:
- Tadeusz Oracki, Słownik biograficzny Warmii, Mazur i Powiśla XIX i XX wieku (do 1945 roku), Instytut Wydawniczy Pax, Warszawa 1983